# Тива (язык)
Тива (Tiwa, Tigua, E-nagh-magh) — группа, состоящая из двух или, возможно, из трёх языков, связанных с кайова-таноанскими языками, на которых говорит народ тива, проживающий в штате Нью-Мексико в США. Имеет северный диалект (диалекты таос, на котором говорит народ таос, и пикурис, на котором говорит народ пикурис), южный диалект и пиро, который вымер.